# Stanisław Aniołkowski
Stanisław Aniołkowski (Varsavia, 20 gennaio 1997) è un ciclista su strada polacco che corre per il team Cofidis. È professionista dal 2016.

## Palmarès

### Strada
- 2015 (Juniores)

4ª tappa Coupe du Président de la Ville de Grudziądz (Grudziądz > Grudziądz)
- 2018 (Team Hurom, due vittorie)

2ª tappa Memorial Colonel Skopenko (Zamość > Zamość)
2ª tappa Memorial Colonel Skopenko (Zamość > Zamość)
- 2019 (CCC Development Team, sette vittorie)

3ª tappa Carpathian Couriers Race (Oświęcim > Jabłonka)
5ª tappa Carpathian Couriers Race (Veszprém > Pápa)
4ª tappa Wyścig Solidarności i Olimpijczyków (Skarżysko-Kamienna > Stalowa Wola)
3ª tappa Dookoła Mazowsza (Kozienice > Kozienice)
Classifica generale Dookoła Mazowsza
2ª tappa Turul României (Brașov > Focșani)
5ª tappa Turul României (Bucarest > Bucarest)
- 2020 (CCC Development Team, sette vittorie)

Campionati polacchi, Prova in linea Elite
4ª tappa Bałtyk-Karkonosze Tour (Piechowice > Piechowice)
Classifica generale Bałtyk-Karkonosze Tour
3ª tappa Wyścig Solidarności i Olimpijczyków (Sucha Beskidzka > Jaworzno)
Classifica generale Wyścig Solidarności i Olimpijczyków
1ª tappa Małopolski Wyścig Górski (Wieliczka > Myślenice)
Visegrad 4 Bicycle Race-GP Slovakia
- 2023 (Human Powered Health, due vittorie)

1ª tappa International Tour of Hellas (Candia > Candia)
4ª tappa International Tour of Hellas (Costa Navarino > Olympia)

#### Altri successi
- 2015 (Juniores)

Classifica a punti Coupe du Président de la Ville de Grudziądz
- 2019 (CCC Development Team)

Classifica giovani Wyścig Mjr. Hubala-Sante Tour
Classifica giovani Dookoła Mazowsza
- 2020 (CCC Development Team)

Classifica a punti Tour of Szeklerland
Classifica sprint Bałtyk-Karkonosze Tour
Classifica a punti Wyścig Solidarności i Olimpijczyków

## Piazzamenti

### Grandi Giri
- Giro d'Italia

2024: 129º

### Classiche monumento
- Giro delle Fiandre

2022: 92º
2024: ritirato
- Parigi-Roubaix

2022: 46°
2024: 73°
2025: 45º

### Competizioni mondiali
- Campionati del mondo su strada

Yorkshire 2019 - In linea Under-23: 33º
Imola 2020 - In linea Elite: ritirato
Fiandre 2021 - In linea Elite: ritirato
Wollongong 2022 - In linea Elite: 76º
- Giochi olimpici

Parigi 2024 - In linea: 61º

### Competizioni europee
- Campionati europei

Tartu 2015 - In linea Junior: 31º
Alkmaar 2019 - In linea Under-23: 4º
Monaco di Baviera 2022 - In linea Elite: 15º
Drenthe 2023 - In linea Elite: ritirato
Limburgo 2024 - In linea Elite: 8º